# Unterseeboot type U 93
Le Unterseeboot type U 93 est une classe de sous-marins d'attaque océaniques (Unterseeboot) construite en Allemagne pour la Kaiserliche Marine pendant la Première Guerre mondiale.

## Conception
Les U-Boote type U 93 étaient conduits par un équipage de quatre officiers et trente-cinq hommes et possédaient d'excellentes capacités en mer avec une autonomie de près de 9 020 milles marins (16 705 km). De nombreux arrangements du Type U 81, Type U 87, et de ce type U 93 ont également été observés pendant la Seconde Guerre mondiale avec les U-Boote de Type IX lors de leur conception vingt ans plus tard.
D'un déplacement de 838 tonnes en surface et de 1 000 tonnes en immergé, les U-Boots type U 93 possédaient comme armement principal 16 torpilles de 50 cm et de canons de pont pour l'attaque en surface.
Comme les U-Boots de type U 81 et U 87, certains possédaient un canon de pont de 88 mm, d'autres d'un canon de 105 mm et d'autres les deux. En 1917, les U-Boote équipés d'un canon de 88 mm ont été modifiés pour recevoir un canon de 105 mm approvisionné à 220 coups.
Par rapport au type précédent U 87, les type U 93 sont 5,75 mètres plus longs, et la coque pressurisée est plus longue de 5,98 mètres. Ils étaient 1,2 nœuds (2,2 km/h) plus rapides en surface, et une vitesse de 8,6 nœuds inchangée en immersion, mais leur rayon d'action était diminué de 2 360 milles marins (4 370 km) pour passer à 9 020 milles marins à une vitesse de 8 nœuds. Ils étaient armés de 16 torpilles avec 4 tubes lance-torpilles à l'avant et 2 à l'arrière. L'équipage était augmenté de 3 membres pour passer à 39 hommes.
Par rapport au type suivant Mittel U (en), les type U 93 sont 11,95 m plus courts et plus légers de 605 tonnes. Leur rayon d'action est de 980 milles (1 814 km) plus court, et la vitesse est de 0,2 nœuds (0,37 km/h) plus lente en surface et plus rapide de 0,5 nœuds (0,92 km/h) en plongée. Le Type Mittel U a été conçu pour naviguer dans des eaux plus profondes et l'augmentation de sa taille le rendait plus à l'aise avec un très bon état de navigabilité.

## Liste des sous-marins Type U 93
Vingt-quatre sous-marins de type U 93 ont été construits : vingt-deux pour la marine impériale allemande et deux mis en service après l'armistice.

### En service dans laKaiserliche Marine
| Bateaux       | Nbr | Chantier naval          | no fabrique | Construction |
| ------------- | --- | ----------------------- | ----------- | ------------ |
| U-93 à U-98   | 6   | Germaniawerft, Kiel     | 257 à 262   | 1915 - 1917  |
| U-105 à U-114 | 10  | Germaniawerft, Kiel     | 274 à 283   | 1916 - 1918  |
| U-160         | 1   | Bremer Vulkan, Vegesack |             | 1917 - 1918  |
| U-161         | 1   | Bremer Vulkan, Vegesack |             | 1917 - 1918  |
| U-162         | 1   | Bremer Vulkan, Vegesack |             | 1917 - 1918  |
| U-163         | 1   | Bremer Vulkan, Vegesack |             | 1917 - 1918  |
| U-164 à U-165 | 2   | Bremer Vulkan, Vegesack | 651 et 652  | 1917 - 1918  |

| - U-93 - U-94 - U-95 - U-96 - U-97 - U-98 | - SM U-105 - U-106 - U-107 - U-108 - U-109 - U-110 | - U-111 - U-112 - U-113 - U-114 - U-160 - U-161 | - U-162 - U-163 - U-164 - U-165 |

Les U-Boots de Type U 93 ont été responsable de 3,201 % des naufrages causés sur les navires Alliés coulé pendant la guerre, en prenant un total de 411 304 tonneaux de jauge brute (GRT). Ils ont également endommagé 70 913 tonneaux de jauge brute et capturé 235 tonneaux de jauge brute.
| U-Boot | Coulé   | Endommagé | Capturé | Commentaire                                                           |
| ------ | ------- | --------- | ------- | --------------------------------------------------------------------- |
| U-93   | 87 637  | 12 429    | 235     | Épave retrouvée le 20 juillet 2014 au large de Penmarc'h (Finistère), |
| U-94   | 61 881  | 19 326    |         |                                                                       |
| U-95   | 38 014  | 5 862     |         |                                                                       |
| U-96   | 95 215  | 16 220    |         |                                                                       |
| U-97   | 2 089   | 4 785     |         |                                                                       |
| U-98   | 1 781   | 5 640     |         |                                                                       |
| U-105  | 55 918  |           |         |                                                                       |
| U-106  | 957     | 5 867     |         |                                                                       |
| U-107  | 24 663  | 1 084     |         |                                                                       |
| U-108  | 7 484   |           |         |                                                                       |
| U-109  | 0       |           |         |                                                                       |
| U-110  | 26 963  |           |         |                                                                       |
| U-111  | 3 011   |           |         |                                                                       |
| U-112  | 0       |           |         |                                                                       |
| U-113  | 6 648   |           |         |                                                                       |
| U-114  | 0       |           |         |                                                                       |
| U-160  | 0       |           |         |                                                                       |
| U-161  | 0       |           |         |                                                                       |
| U-162  | 0       |           |         |                                                                       |
| U-163  | 0       |           |         |                                                                       |
| U-164  | 0       |           |         |                                                                       |
| U-165  | 0       |           |         |                                                                       |
| U-166  | 0       |           |         |                                                                       |
| U-167  | 0       |           |         |                                                                       |
| Total  | 411 304 | 70 913    | 235     |                                                                       |

### Terminés après l'armistice et remis aux Alliés
| Bateaux       | Nbr | Chantier naval                  | no fabrique | Construction |
| ------------- | --- | ------------------------------- | ----------- | ------------ |
| U-166 à U-167 | 2   | Bremer Vulkan, Vegesack, Danzig | 653 à 654   | 1917 - 1919  |

- U-166
- U-167

### Sources
- (en) Cet article est partiellement ou en totalité issu de l’article de Wikipédia en anglais intitulé « German_Type_U_93_submarine » (voir la liste des auteurs).